# 東坊城聡長
東坊城 聡長（ひがしぼうじょう ときなが）は、江戸時代後期の公卿。東坊城尚長の養子。官位は従二位・権大納言。開国期に武家伝奏を務め『東坊城聡長日記』などを遺した。子の東坊城夏長の次女・橋本夏子は明治天皇典侍。

## 経歴
寛政11年（1800年）12月26日、堂上家のひとつで紀伝道を家学とする半家五条家に生まれた。五条為徳の三男。五条家の庶流で同じ堂上家、同じく紀伝道を家学とする東坊城家（家格は半家）の東坊城尚長の養子となった。
中納言、権大納言を経て嘉永7年6月30日（1854年7月24日）、坊城俊明の後任として武家伝奏に任じられた。安政5年（1858年）調印の日米修好通商条約に関わる勅許問題で江戸幕府の老中堀田正睦の奏請を斡旋したため、孝明天皇周囲の不興を買い、同年3月17日（1858年4月30日）、武家伝奏を辞任した。翌年永蟄居の処分を受けている。なお、三条実万（三条実美の父）およびその後任である広橋光成とは、同時期に武家伝奏の職にあった。
聡長の筆になる額が、三河国の東海道吉田宿（愛知県豊橋市）在羽田村の羽田八幡宮文庫に納められている。そこには、「菅公から六世之御末孫にて当時禁中御学校学習院之御学頭」の末、「東ノ坊城従二位中納言藤原聡長卿当戌 五十三歳」の署名がある。
文久元年（1861年）11月9日に死去。享年63。

## 系譜
- 父：五条為徳
- 母：不詳
- 養父：東坊城尚長
- 妻：不詳
  - 男子：東坊城夏長
  - 男子：東坊城任長
  - 男子：唐橋在綱